# Helene (měsíc)

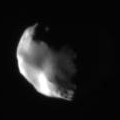
Měsíc Helene.

Helene je měsíc planety Saturn. Od Saturnu je vzdálen 377 400 kilometrů. Rozměry měsíce jsou 18×16×15 kilometrů. Hmotnost měsíce není známa. Objeven byl roku 1980 a objeviteli se stali Pierre Laques a Jean Lecacheux. Doba jednoho oběhu kolem planety měsíci je 2,7369 dne. Doba rotace není známa. Helene je korbitální s měsíci Dione kolem jejíhož libračního centra L4 obíhá a Polydeuces obíhajícím kolem libračního centra L5 měsíce Dione. Tento malý satelit se sondě Cassini podařilo v roce 2011 nafotit z pouhých 6 968 km.